# Theodor von Wolkenstein-Rodenegg
Graf Theodor von Wolkenstein-Rodenegg († 29. Oktober 1795 bei Mainz) war ein kaiserlicher Generalmajor sowie Landoberst von Tirol.

## Leben
Er diente in der kaiserlichen Armee und wurde 1790 zum Generalmajor ernannt. Im Ersten Koalitionskrieg stand er in der Armee des Feldzeugmeisters Grafen Clerfayt. Dieser war zum Kommandeur beider Rheinarmeen (des Ober- und Niederrheins) ernannt worden. Am 22. Oktober 1795 wurde der französische General Pichegru bei Mannheim von General Wurmser geschlagen und musste die Stadt räumen, die sich den Österreichern ergab. In der Nacht vom 28. Oktober überschritt ein Teil der österreichischen Armee die Rheinbrücke. Ziel war es, die französische Belagerung von Mainz zu durchbrechen. Beim Sturm auf die Verschanzungen der französischen Belagerungsarmee fiel der General. Er wurde in der Peterskirche in Mainz beigesetzt.

## Familie
Seine Eltern waren Graf Michael Fortunat von Wolkenstein-Rodenegg († 1757) und dessen Ehefrau Josepha Maria von Sarnthein. Wolkenstein heiratete am 14. September 1768 Maria Anna von Clary und Aldringen (* 12. August 1746; um 1802)
. Das Paar hatte folgende Kinder:
- Wenzel († 12. Dezember 1807 oder 31. Dezember 1803) ⚭ Maria Theresia von Thurnau
- Joseph Carl Theodor Ignaz (* 18. November 1765; † 15. August 1844) ⚭ Maria Anna von Thurn-Valsassina (* 11. Februar 1775; † 1843)